# Apoliticisme
L'apoliticisme és l'apatia o antipatia vers totes les afiliacions polítiques. El fet de ser apolític també pot referir-se a situacions en què les persones prenen una posició imparcial en matèria política. El Diccionari Collins defineix apolític com a «políticament neutre; sense actituds polítiques, contingut ni parcialitat». Per la GEC un apolític és aquell qui no intervé en política o no està polititzat.